# Central Bedeque
Central Bedeque är en ort i Kanada.   Den ligger i provinsen Prince Edward Island, i den östra delen av landet, 900 km öster om huvudstaden Ottawa. Central Bedeque ligger 34 meter över havet och antalet invånare är 186.
Terrängen runt Central Bedeque är platt. Havet är nära Central Bedeque åt sydväst. Närmaste större samhälle är Summerside, 9,7 km nordväst om Central Bedeque. 
Trakten runt Central Bedeque består till största delen av jordbruksmark.